# 尾付きタブ (ライフゲーム)
尾付きタブ（Tub with tail）は、ライフゲームにおける固定物体である。

## 構造
| □□□□□□□ □□■□□□□ □■□■□□□ □□■□■□□ □□□□■□□ □□□□■■□ □□□□□□□ |